# Вайс Самуїл
Самуїл Леопольдович Вайс (псевдоніми: Варга Ш., Веселі В., Вольф К., Колбен) (12 вересня 1899, місто Дунайська Стреда, Австро-Угорщина, тепер Словаччина — 18 червня 1971) — комуністичний діяч. Член Народної ради Закарпатської України в 1944—1946 роках. Член ЦК Комуністичної партії Закарпатської України в 1944—1946 роках.

## Життєпис
Народився в єврейській робітничій родині. Освіта вища, здобув професію бухгалтера.
Працював бухгалтером на різних підприємствах та в установах Угорщини. У 1919 році був добровольцем угорської Червоної армії.
Після ліквідації Угорської радянської республіки переїхав до Чехословаччини, працював бухгалтером у Південній Словаччині.
Член Комуністичної партії Чехословаччини з травня 1921 року.
Брав активну участь в комуністичній та профспілковій діяльності в Братиславі, Кошице, Нітрі та інших містах Чехословаччини. У 1928 році вперше відвідав СРСР у складі чехословацьких переселенців кооперативу «Інтергельпо».
У 1934—1935 роках — слухач Міжнародної ленінської школи при виконавчому комітеті Комуністичного Інтернаціоналу (Комінтерну) в Москві.
У 1935—1936 роках — секретар крайового комітету Червоних профспілок Чехословаччини в місті Нітрі.
З 1936 року працював на Закарпатті, в Берегівському та Ужгородському округах. У 1937—1939 роках — секретар та член бюро Закарпатського крайового комітету Комуністичної партії Чехословаччина в містах Мукачево та Ужгород. У березні 1939 року емігрував до СРСР.
У 1939—1944 роках — працівник підприємств у містах Ворошиловграді (Луганську) та в Алма-Аті Казахської РСР, співробітник науково-дослідного інституту № 205 при відділі міжнародної інформації ЦК ВКП(б) у Москві.
У травні 1944 року вступив до радянської армії, перебував на політичній роботі в частинах 4-го Українського фронту. Восени 1944 року відряджений до Закарпатської України. У листопаді 1944 — січні 1946 року — член Народної ради Закарпатської України. Одночасно в 1944—1945 роках — уповноважений Народної ради Закарпатської України до справ промисловості й торгівлі.
У січні 1946 — 1950 року — заступник голови виконавчого комітету Закарпатської обласної ради депутатів трудящих.
З 1951 року — завідувач редакції видавництва «Радянська школа» в Ужгороді. Потім працював у тресті «Закарпатліспром».
З 1958 року — персональний пенсіонер.
Помер 18 червня 1971 року.

## Нагороди
- орден Червоної Зірки
- медалі